# Aplysilla
Aplysilla Schulze, 1878 è un genere di spugne della famiglia Darwinellidae.

## Tassonomia
Il genere comprende le seguenti specie:
- Aplysilla arctica Laubenfels, 1948
- Aplysilla glacialis (Merejkowski, 1878)
- Aplysilla lacunosa Keller, 1889
- Aplysilla lendenfeldi Thiele, 1905
- Aplysilla longispina George & Wilson, 1919
- Aplysilla pallida Lendenfeld, 1889
- Aplysilla polyraphis de Laubenfels, 1930
- Aplysilla rosea (Barrois, 1876)
- Aplysilla rubra (Hanitsch, 1890)
- Aplysilla sulfurea Schulze, 1878